# Miss Potter
Miss Potter è un film drammatico biografico del 2006 diretto da Chris Noonan. È basato sulla vita dell'autrice e illustratrice per bambini Beatrix Potter e combina storie della sua vita con sequenze animate con personaggi tratti dalle sue storie, come Peter Rabbit. Scritto da Richard Maltby Jr., il regista del musical di Broadway vincitrice del Tony Award, Fosse, il film vede protagonisti Renée Zellweger nel ruolo della protagonista, Ewan McGregor nel ruolo dell'editore e fidanzato, Norman Warne, e Lloyd Owen nel ruolo dell'avvocato William Heelis. Emily Watson intrepreta la sorella di Warne, Millie. Lucy Boynton intrepreta la giovane Beatrix Potter e Justin McDonald intrepreta il giovane William Heelis. È stato girato a St. Peter's Square Hammersmith, Cecil Court, Osterley Park, Covent Garden, nell'Isola di Man, in Scozia e nel Lake District.
Miss Potter ha ricevuto un'uscita limitata negli Stati Uniti il 29 dicembre 2006 in modo che il film potesse competere per gli Academy Awards 2007. L'uscita del film era prevista per il 12 gennaio 2007, ma Variety ha riferito che la Weinstein Company aveva deciso di posticipare una data di uscita più ampia fino a dopo gli Academy Awards, il 25 febbraio 2007. La data sembrò variare più volte, ma il sito web della Weinstein Company alla fina indicò la data di uscita per il 9 marzo. Il film ha ricevuto recensioni positive dalla critica, con elogi rivolti alla performance della Zellweger, e ha incassato oltre 35,8 milioni di dollari in tutto il mondo. Zellweger è stata nominata per il Saturn Award come migliore attrice e il Golden Globe come migliore attrice - in un film commedia o musical.

## Trama
Londra, 1902. Beatrix Potter è una donna nubile di buona famiglia, determinata e anticonformista che aspira a diventare autrice di libri per bambini. Per questo, insieme alla sua accompagnatrice Miss Wiggin, visita la casa editrice Frederick Warne & Co. per convincere i proprietari a pubblicare Il racconto di Peter Coniglio; Harold e Fruing Warne accettano pur pensando che sia destinato al fallimento, e solo perché hanno promesso la direzione di un progetto al fratello minore Norman.
Al primo incontro tra Norman e Beatrix, il primo ammette che si tratta della sua prima esperienza editoriale, ma di aver adorato il suo libro, ed entrambi sono determinati nel dimostrare ai fratelli di Norman di poter raggiungere un risultato soddisfacente; Norman porta Beatrix alla tipografia e iniziano a vendere le copie del libro. Norman presenta a Beatrix il resto della sua famiglia, composta dalla madre costretta su una sedia a rotelle e dalla sorella Millie; con quest'ultima in particolare, felicemente nubile come lei, stringe subito amicizia. Helen, la madre di Beatrix, non gradisce che la figlia non pensi al matrimonio e che frequenti un uomo che per vivere ha bisogno di lavorare, ma Beatrix non le dà ascolto e, anzi, progetta di pubblicare altri libri, che riscuotono molto successo e le cui copie vengono esposte in molte vetrine; il padre di Beatrix, Rupert, con la quale ha sempre avuto un ottimo rapporto, acquista una copia di La storia di due topini cattivi grazie al passaparola di alcuni amici al Reform Club, e si complimenta con la figlia per gli ottimi risultati che sta ottenendo.
Incoraggiata da questo successo e dal sostegno di suo padre, Beatrix invita Norman e Millie alla festa di Natale della sua famiglia; Norman, rimasto solo con Beatrix e approfittando di un sonnellino di Mrs Wiggin per il troppo brandy, balla con lei e le fa una proposta di matrimonio, ma Helen li interrompe prima che Beatrix possa rispondere. Dopo che Beatrix racconta di fronte agli ospiti una storia che sta scrivendo appositamente per Norman, La festa di Natale dei conigli, si confida a Millie riguardo alla proposta di Norman, e lei la incoraggia a dire di sì. Mentre gli ospiti se ne vanno, Beatrix sussurra a Norman di aver accettato la sua proposta. Qualche tempo dopo, Beatrix litiga con i genitori perché non sono convinti che sposarsi con Norman sia una buona idea; in particolare, sua madre le dice che nessun Potter può sposarsi con dei commercianti, ma Beatrix le ricorda che i suoi nonni lo erano entrambi, e quando la minaccia di toglierle l'eredità le ricorda anche che quando suo fratello Bertram fuggì con la figlia di un vinaio non venne diseredato; Beatrix afferma comunque che, essendo una scrittrice, ha il suo introito. Il signor Potter tenta di ragionare con sua figlia, ma lei gli dice che vuole essere amata e non semplicemente sposare qualcuno perché può provvedere a lei. Beatrix, informatasi sui guadagni derivanti dalle royalty, apprende che le vendite dei libri l'hanno resa abbastanza ricca da acquistare diverse tenute e una casa in città, se lo desidera. Quando torna a casa, i suoi genitori fanno una proposta: se Beatrix mantiene segreto il suo fidanzamento con Norman fino alla fine delle vacanze estive con loro nella Regione dei Laghi, potranno sposarsi senza problemi.
Norman e Beatrix si salutano alla stazione ferroviaria e si scambiano molte lettere durante la separazione. Nel frattempo, Beatrix rincontra dopo molti anni William Heelis, figlio del custode della fattoria, il quale da ragazzo si era trasferito a Manchester per studiare legge e migliorare la sua istruzione; fu proprio lui a incoraggiarla a prendere sul serio la scrittura. Insieme visitano Hill Top Farm, una splendida fattoria in vendita che Beatrix vorrebbe acquistare per renderla una perfetta casa di campagna. Ad un certo punto Beatrix riceve una lettera da Millie, che le rivela che Norman è malato; Beatrix torna a Londra, scoprendo purtroppo che Norman è morto da poco, cosa che la fa sprofondare nella tristezza, che supera solo grazie alle parole di conforto di Millie.
Con l'aiuto di William Heelis, Beatrix acquista Hill Top Farm e vi si trasferisce per riprendere a dipingere, assumendo il contadino Mr. Cannon per gestire la fattoria come fosse un'azienda agricola e trovando sollievo nella natura, ricevendo le visite del fratello Bertram, dei loro genitori e di Millie. Sempre grazie a William, Beatrix supera alle aste gli speculatori e acquista molti poderi locali per preservare la natura.
(Beatrix Potter)

## Colonna sonora
La colonna sonora, composta da Nigel Westlake, è stata pubblicata l'8 gennaio 2007; la durata complessiva è di 42:27. Le musiche aggiuntive sono di Rachel Portman.
1. Miss Potter – 3:47
2. The Park – 3:03
3. "A Bunny Book to Conjure With" – 3:17
4. The Story of Peter Rabbit – 2:49
5. Mother – 1:34
6. Jemima Puddle Duck – 3:14
7. The Rabbit's Christmas Party – 1:39
8. "Mr. Warne!" – 2:36
9. Beatrix & Norman – 5:59
10. Return to London – 1:13
11. Beatrix Locks Herself Away – 3:12
12. Recovery – 1:26
13. "I'm Painting Again" – 1:29
14. The Lakes – 3:45
15. When You Taught Me How to Dance – 3:24
Cantata da Katie Melua
Musica di Nigel Westlake e Mike Batt
Testo di Mike Batt e Richard Maltby Jr.
Prodotta e arrangiata da Mike Batt

## Distribuzione
Dopo un'anteprima londinese e statunitense (rispettivamente il 3 e il 10 dicembre 2006), il film è stato distribuito negli Stati Uniti d'America prima in forma limitata il 29 dicembre 2006, e poi nel Regno Unito dal 5 gennaio 2007. In Italia è uscito il 2 febbraio 2007, distribuito da Eagle Pictures e doppiato presso la società CDC Sefit Group, con l'adattamento dei dialoghi e la direzione del doppiaggio di Alessandro Rossi.

## Accoglienza
Il film è stato accolto positivamente dalla critica. Sul sito Rotten Tomatoes ha un indice di approvazione professionale del 67% basato su 129 recensioni, con un voto ponderato di 6,22/10 e un giudizio generale che recita «Un incantevole film biografico che mantiene la sua dolcezza anche nei momenti più tristi»; su Metacritic ha un punteggio di 57 su 100, basato su 29 recensioni.

## Riconoscimenti
- 2006 - Hollywood Film Festival
  - Miglior produttore a Mike Medavoy
- 2006 - Capri Hollywood
  - Capri Umberto Tirelli Award a Anthony Powell
- 2007 - Golden Globe[8][9]
  - Candidatura per la migliore attrice in un film commedia o musicale a Renée Zellweger
- 2007 - Saturn Award[9]
  - Candidatura per la miglior attrice protagonista a Renée Zellweger
- 2007 - Young Artist Award
  - Candidatura per la miglior attrice giovane non protagonista a Lucy Boynton
- 2007 - APRA Music Awards[10][11]
  - Screen Music Awards per la colonna sonora dell'anno a Nigel Westlake
  - Screen Music Awards per il miglior album a Nigel Westlake
- 2007 - Heartland Film Festival
  - Miglior film commovente
- 2007 - World Soundtrack Awards
  - Candidatura per la miglior canzone originale a Mike Batt, Nigel Westlake, Richard Maltby Jr. e Katie Melua

## Inesattezze storiche
- Nel film Beatrix ha trentadue anni, mentre in realtà nel 1902 al momento della pubblicazione del primo libro ne aveva trentasei (essendo nata nel 1866). Anche la storia con Norman Warne, che nel film pare svolgersi nell'arco di circa un anno, si protrasse per tre anni: dall'iniziale conoscenza nel 1902 fino al fidanzamento tenuto segreto e alla morte di Norman avvenuta nell'agosto del 1905.
- La storia di Jemima Anatra è stata scritta e pubblicata dopo che Beatrix si era trasferita a Hill Top Farm.
- Il film fa intendere che dopo la morte di Norman Warne, Beatrix non abbia pubblicato altri libri, tranne quelli di Peter Coniglio, Jemima Anatra e i due topini Tom Pollice e Anca Manca, mentre in realtà ne ha pubblicati in totale ventitré.
- Nella realtà, a causa della sua decisione di sposare Norman Warne, Beatrix aveva troncato per sempre ogni rapporto con la sua famiglia, mentre nel film fa un accordo con i genitori.